# Họ Uyển long
Họ Uyển long (danh pháp khoa học: Brachiosauridae) là một họ khủng long Sauropda thuộc siêu họ Macronaria, có các chi như Brachiosaurus, Giraffatitan, v.v. Chúng ăn cỏ, cổ dài, có các chân trước dài hơn các chân sau – tên gọi xuất phát từ tiếng Hy Lạp là "thằn lằn tay". Mặc dù những điểm khác biệt của chúng khá rõ ràng, có một số tranh luận về việc liệu Brachiosauridae thực sự là một họ khác biệt hoặc một tập hợp của Titanosauriformes cơ sở. Kết quả là, vẫn còn có một số tranh luận về những động vật nào thuộc về họ này.
Khối lượng của chúng đạt từ 20-90 tấn, và chiếc cổ dài bất thường, thẳng đứng khiến cho chúng có thể với tới những ngọn cây mà nhiều loài Sauropoda khác không với tới được. Những chiếc răng hình thìa dài có khả năng nghiền nát các thức ăn dai hơn so với một số loài Sauropoda khác (như Diplodocus). Một số nhà cổ sinh vật học đã suy đoán rằng nếu chúng có thể đứng trên các chân chân sau thì chúng cũng có thể vươn tới các cành cây cao hơn. Tuy nhiên, đuôi và các chân sau ngắn, có thể đã đặt trọng tâm hấp dẫn khá xa về phía trước, và việc thực hiện hoạt động này là rất khó khăn.
Brachiosauridae tồn tại cho đến ít nhất là thời kỳ thuộc tầng Champagne (71-83 Ma), bởi đốt sống đuôi từ thời đó đã được tìm thấy ở México. Hóa thạch Brachiosauridae được tìm thấy ở châu Phi trong thế kỷ 20, và hiện nay được biết là có tồn tại ở châu Âu và Bắc Mỹ. Bằng chứng đầu tiên của brachiosaurids tại châu Á đã phục hồi vào năm 2001, mặc dù chỉ tìm thấy bao gồm một vài răng. Răng cũng đã được tìm thấy ở Trung Đông.
Bộ xương lớn nhất thế giới là của một loài uyển long là Giraffatitan (trước đây là Brachiosaurus brancai) tại Bảo tàng Humboldt tại Berlin, Đức.